# Petal, Mississippi
Petal är en ort i Forrest County, Mississippi, USA. Den ingår i ett mindre storstadsområde kring staden Hattiesburg. Petal drabbades 2017 hårt av en tornado.